# Jerzy Chabelski
Jerzy Chabelski (ur. 22 października 1924 w Łodzi, zm. 31 grudnia 1978 tamże) – polski funkcjonariusz partyjny, urzędnik konsularny i państwowy, działacz społeczny.

## Życiorys
Syn Franciszka. W latach okupacji niemieckiej pracował na robotach przymusowych w rolnictwie, a następnie w fabryce obuwia. W 1945 wstąpił do Związku Walki Młodych. Od 1948 był członkiem Związku Młodzieży Polskiej, zaś od sierpnia 1949 członkiem Polskiej Zjednoczonej Partii Robotniczej. Zajmował funkcje w aparacie młodzieżowym – był przewodniczącym Zarządu Dzielnicowego ZMP Łódź-Staromiejska (1948–1951), słuchaczem Centralnej Szkoły Komsomołu (Центральная школа комсомола) w Moskwie (1951–1952), kierownikiem Wydziału Robotniczego Zarządu Głównego ZMP (1952–1953), przewodniczącym Zarządu Łódzkiego ZMP (1953–1956). Przeszedł do aparatu partyjnego, będąc zatrudnionym w charakterze pracownika Komitetu Łódzkiego PZPR (1956–1959), funkcję sekretarza organizacyjnego Komitetu Dzielnicowego Łódź-Śródmieście (1959–1960), I sekretarzem tegoż komitetu (1960–1971), sekretarzem propagandy KŁ (1971–1974). W międzyczasie ukończył pedagogikę na Uniwersytecie Łódzkim (1969). Po przejściu do służby zagranicznej był konsulem generalnym w Leningradzie (1974–1978). Na koniec swojej kariery władze powierzyły mu funkcję dyrektora Departamentu Współpracy Kulturalnej z Zagranicą Ministerstwa Kultury i Sztuki (1978).
Pochowany na cmentarzu komunalnym Doły w Łodzi (kwatera IX-30-24).

## Ordery i odznaczenia
- Krzyż Komandorski Orderu Odrodzenia Polski (1974)[3]
- Krzyż Oficerski Orderu Odrodzenia Polski
- Krzyż Kawalerski Orderu Odrodzenia Polski
- Złoty Krzyż Zasługi
- Złota Odznaka im. Janka Krasickiego
- Honorowa Odznaka Miasta Łodzi[1]